# 岡山中央警察署
岡山中央警察署（おかやまちゅうおうけいさつしょ）は、岡山県警察が管轄する警察署の一つである。
県内筆頭の大規模警察署。署長は警視正である。
2009年4月1日に岡山市の政令指定都市移行に伴い、岡山東警察署から名称を変更した（同署の所在地が岡山市中区となる為）。また、同時に岡山市東区に所在する西大寺警察署が岡山東警察署に名称変更した。

## 所在地
- 岡山市中区浜一丁目19番39号

### 交通アクセス
- JR岡山駅から東へ約4km
- JR山陽本線高島駅から南西へ約3.5km
- 宇野バス東岡山線・岡山中央警察署バス停からすぐ
- 岡電バス藤原団地線・浜本町バス停から北西へ徒歩3分

## 管轄区域
- 岡山市中区
- 岡山市北区のうち
  - 旭町
  - 天瀬
  - 天瀬南町
  - 石関町
  - 出石町一丁目・二丁目
  - 岩田町
  - 内山下一丁目・二丁目
  - 駅前町一丁目・二丁目
  - 駅元町(公安委員会が別に定める区域に限る。)
  - 岡町
  - 表町一丁目 - 三丁目
  - 京橋町
  - 京橋南町
  - 京町
  - 桑田町
  - 後楽園
  - 幸町
  - 下石井一丁目・二丁目
  - 下内田町
  - 新道
  - 清輝橋一丁目 - 四丁目
  - 清輝本町
  - 船頭町
  - 田町一丁目・二丁目
  - 中央町
  - 天神町
  - 磨屋町
  - 富田町一丁目・二丁目
  - 中山下一丁目・二丁目
  - 錦町
  - 野田屋町一丁目・二丁目
  - 蕃山町
  - 番町一丁目・二丁目
  - 東中央町
  - 広瀬町
  - 二日市町
  - 舟橋町
  - 兵団
  - 平和町
  - 奉還町一丁目(公安委員会が別に定める区域に限る。)
  - 本町
  - 丸の内一丁目・二丁目
  - 南方一丁目 - 三丁目
  - 南中央町
  - 柳町一丁目・二丁目
  - 山科町
  - 弓之町

## 沿革
- 1877年2月 岡山市弓之町に岡山警察署が設置される。
- 1921年3月26日 岡山東警察署に改称。
- 1948年3月7日 （旧）警察法施行に伴い、自治体警察「岡山市岡山東警察署」に改称。
- 1952年4月1日 岡山西警察署と統合し岡山市警察署となる。
- 1954年7月1日 （新）警察法施行に伴って岡山県警察が発足し、「岡山県岡山東警察署」に改称。
- 1971年10月1日 岡山南警察署の設置に伴い、岡山市のうち南東部を岡山南警察署へ移管。
- 1982年2月 岡山市弓之町から岡山市浜一丁目19番39号の地上5階、地下1階建て現庁舎へ移転。業務開始。
- 2006年4月1日 管内の交番管轄区域を見直し、京橋交番と瓦町交番を統廃合。
- 2009年4月1日 岡山県岡山中央警察署に改称。
- 2010年4月1日 岡山西警察署からJR岡山駅周辺地区（旧岡山駅東口交番全域、大供交番の一部）を編入して岡山駅東口幹部交番を発足。岡山市北区祇園が岡山西警察署へ管轄変更。

## 管内の交番など
（）の中は所在地

### 交番（北区）
- 岡山駅東口幹部交番（岡山市北区駅元町）
  - 岡山市北区のうち岩田町、駅前町、駅元町（一部）、桑田町、幸町、下石井、錦町、奉還町一丁目（一部）、本町、柳町
- 内山下交番（岡山市北区内山下二丁目）
  - 岡山市北区のうち内山下、丸の内
  - 岡山市中区のうち国富、小橋町一丁目、住吉町、中納言町、古京町、森下町、表町二丁目、中山下二丁目
- 後楽園交番（岡山市北区後楽園）
  - 岡山市北区のうち後楽園
  - 岡山市中区のうち竹田、西川原、西川原一丁目、浜
- 南方交番（岡山市北区南方二丁目）
  - 岡山市北区のうち出石町、番町、広瀬町、兵団、南方、弓之町
- 柳川交番（岡山市北区蕃山町）
  - 岡山市北区のうち石関町、表町一丁目、天神町、中山下一丁目、蕃山町
- 清輝橋交番（岡山市北区新道）
  - 岡山市北区のうち旭町、岡町、京町、下内田町、新道、清輝橋、清輝本町、船頭町、二日市町、南中央町、山科町
- 千日前交番（岡山市北区表町三丁目）
  - 岡山市北区のうち天瀬、天瀬南町、表町三丁目、京橋町、京橋南町、東中央町、舟橋町
- 田町交番（岡山市北区田町二丁目）
  - 岡山市北区のうち田町、中央町

### 交番（中区）
- 百間川橋交番（岡山市中区藤原西町一丁目）
  - 岡山市中区のうち赤田、今谷、雄町（一部）、兼基、穝（一部）、穝東町一丁目・二丁目（一部）、沢田、清水（一部）、清水一丁目・二丁目（一部）、関、高屋、原尾島、東川原、藤原、藤原西町、藤原光町
- 東岡山駅前交番（岡山市中区長岡）
  - 岡山市中区のうち乙多見、雄町（一部）、神下、下、土田、長岡、長利、米田
- 高島交番（岡山市中区清水）
  - 岡山市中区のうち今在家、雄町（一部）、祇園、国府市場、四御神、賞田、清水（一部）、清水二丁目（一部）、高島新屋敷（一部）、中井、湯迫
- 門田交番（岡山市中区門田屋敷二丁目)
  - 岡山市中区のうち赤坂台、赤坂本町、赤坂南新町、網浜、門田本町、門田屋敷本町、旭東町、小橋町二丁目、さくら住座、桜橋、新京橋、西中島町、東中島町、御幸町、奥市、御成町、門田文化町、門田屋敷、徳吉町、東山
- 富山交番（岡山市中区円山）
  - 岡山市中区のうち倉田（一部）、倉富、倉益、福泊、円山、湊（一部）、海吉、山崎
- 平井交番（岡山市中区平井四丁目）
  - 岡山市中区のうち倉田（一部）、平井、湊（一部）
- 三蟠交番（岡山市中区藤崎）
  - 岡山市中区のうち江崎、江並、沖元、桑野、新築港、藤崎

### 駐在所
- 八幡駐在所（岡山市中区高島一丁目）
  - 岡山市中区のうち穝（一部）、穝東町二丁目（一部）、高島一丁目・二丁目、高島新屋敷（一部）、中島、八幡、八幡東町

### 統廃合された交番
- 京橋交番（岡山市北区京橋町）※2006年4月1日に千日前交番・桜橋交番へ分割統合。

現在は、京橋警察官立寄所
- 東山交番（岡山市中区御成町）・桜橋交番（岡山市中区桜橋二丁目）　※2018年2月3日に門田交番へ統合

- 瓦橋交番（岡山市北区南中央町）※2006年4月1日に清輝橋交番へ統合。

現在は、瓦橋警察官立寄所
- 下之町交番（岡山市北区表町二丁目）※2024年3月2日に内山下交番へ統合
  - 西川橋交番（岡山市北区平和町）※2024年3月2日に柳川交番へ統合。

## その他
- 岡山東警察署時代の1983年10月に、テレビ朝日系ドラマ西部警察PART3のロケに岡山県警察本部として撮影され、1984年2月に放映された。